# Tricca (ninfa)
Tricca è una ninfa epònima dell'omonima città della Tessaglia occidentale.
Si ritiene sia figlia del dio fluviale Peneo. Fu moglie d'Ipseo, re dei Lapiti e madre di Cirene e di Caneo.